# Ptochophyle anala
Ptochophyle anala là một loài bướm đêm trong họ Geometridae.